# John Jordan (homme politique canadien)
Pour les articles homonymes, voir John Jordan et Jordan.
John Jordan est un homme politique provincial canadien de l'Ontario. Il est député provincial progressiste-conservateur de la circonscription ontarienne de Lanark—Frontenac—Kingston depuis 2022,.
Son père, Leo Jordan (en), est député provincial de Lanark-Renfrew de 1990 à 1999.